# Green Lantern
Llanterna Verde és la denominació que empren diversos personatges de ficció i superherois que apareixen en els còmics publicats per DC Comics. El primer Green Lantern, (Alan Scott), va ser creat pel guionista Bill Finger i el dibuixant Martin Nodell al número 16 de All-American Comics, publicat el 17 de maig de 1940 amb data de portada juliol de 1940.

## Argument
Cadascun dels Green Lantern posseeix un anell de poder i una llanterna amb poders que els atorga un gran control sobre el món físic, sempre que el portador tinga la suficient força de voluntat i fortalesa per dur-lo a sobre. L'anell és una de les armes més poderoses de l'univers i pot ser prou perillosa. Mentre l'anell d'Alan Scott, als anys daurats dels còmics, rebia els poders de forma màgica, els anells dels següents Green Lantern són creacions tecnològiques dels Guardians de l'Univers, els quals garanteixen que aquests objectes els reben els candidats més apropiats. Aquest canvi a una explicació de caràcter tecnològic reflecteix les noves tendències de la indústria del còmic a exposar els poders extraordinaris a través de la ciència i la raó en lloc de la màgica. Els posseïdors dels anells van formar una espècie de policia intergalàctica, anomenada Green Lantern Corps.
Després de la Segona Guerra Mundial, quan minven les vendes de còmics de superherois, la DC deixa de publicar noves aventures d'Alan Scott. El 1959, amb l'inici dels Anys d'argent del Comic, Julius Schwartz, editor d'aquesta casa, assigna al guionista John Broome i a l'artista Gil Kane la tasca de reviure el personatge, aquesta vegada amb la personalitat de Hal Jordan, qui esdevé membre fundador de la Justice League of America. El 1970, la parella artística Dennis O'Neill i Neal Adams creen un equip entre Green Lantern i l'arquer Green Arrow. Aquest duet va donar peu a una sèrie d'històries guardonades. A això van seguir sèries amb temes espacials, en les quals el rol del representant de la Terra als Green Lantern s'alternava entre Hal Jordan, John Stewart, Guy Gardner i Kyle Rayner.
Cadascun d'aquestos Green Lantern terrícoles ha estat membre de la Justice Society of America o de la Justice League of America. John Stewart va ser un dels personatges principals de les sèries d'animació basades en la Lliga de la Justícia. Sovint, els Green Lantern han estat descrits com amics dels diversos homes que han encarnat a Flash, com ara la notable amistat entre Alan Scott i el Flash Jay Garrick durant l'Edat Daurada dels còmics, o la de Hal Jordan i Barry Allen en l'Edat d'Argent, que ha continuat en els moderns Kyle Rayner i Wally West (Green Lantern i Flash, respecticament).

## Història de la publicació

### Anys daurats
Green Lantern va ser creat per Martin Nodell (qui emprava el nom Mart Dellon) i per Bill Finger. La seua primera aparició va ser al número 16 de All-American Comics, corresponent al juliol de 1940. Aquesta revista estava publicada per All-American Publications, una de les tres companyies que es fusionarien per donar lloc al gegant DC Comics.
El nom real d'aquest primer Green Lantern era Alan Scott, un enginyer ferroviari que, després d'un accident, troba una llanterna màgica que pot parlar amb ell i li comenta que li donarà poders. Així, obté un anell màgic que li atorga tota una sèrie de poders. Les limitacions, per contra, són que l'anell havia de ser "carregat" cada 24 hores posant-lo en contacte amb la llanterna durant cert temps; a més a més, els poders no funcionaven amb objectes fets de fusta.
Nodell, originalment, havia planejat nomenar l'heroi com "Alan Ladd", un joc de paraules amb Aladdin, qui tenia una llanterna i un anell màgic. DC va considerar poc adient aquesta decisió, i el nom del personatge va ser canviat al definitiu "Alan Scott". Al maig de 1942, la pel·lícula This Gun for Hire va catapultar a la fama a un actor que, justament, es deia Alan Ladd. Nodell sempre va bromejar que havien perdut una gran oportunitat.
Green Lantern va esdevindre un personatge força popular a la dècada dels 40. Disposava de la seua pròpia sèrie de comics, i ho alternava amb Comic Cavalcade, on apareix junt Flash i Wonder Woman. També va formar part de la Societat de la Justícia d'Amèrica, una publicación editada per All Star Comics. Després de la Segona Guerra Mundial, va minvar la popularitat dels superherois. Els còmics de Green Lantern van cancel·lar-se al número 38 (maig-juny 1949). La darrera aparició del personatge en aquesta etapa va ser al número 51 dels All Star Comics, corresponent a 1951.

### Reaparició a l'Edat d'Argent
Després de la reeixida recuperació dels còmics de Flash en Showcase #4 (Oct. 1956), es va plantejar traure de nou a les pàgines a Green Lantern, qui veuria de nou la llum al número 22 de Showcase, corresponent a setembre i octubre de 1959.
El nou Green Lantern és Hal Jordan, un pilot de proves que rep un anell de poder per part d'Albin Sur, un extraterrestre moribund. D'aquesta manera, Jordan s'integra en els Green Lantern Corps, una organització policial interestel·lar gestionada pels coneguts com Guardians de l'Univers. Els anells dels Corps no funcionen contra qualsevol cosa de color groc. La causa és que el generador mestre dels poders, ubicat a Oa, als quarters generals dels Guardians, necessita una substància d'aquesta coloració per funcionar. La creació del personatge de Jordan ve donada pel desig de dotar al personatge d'una càrrega de ciència-ficció, ja que l'editor Julius Schwartz era seguidor d'aquest gènere literari i va notar que la cultura popular girava cap eixa direcció. Tot i els múltiples personatges que van interpretar al Green Lantern terrícola, Jordan és el més reconegut tant en els còmics com en altres mèdia.